# Rompamos el silencio
Rompamos el silencio es una iniciativa ciudadana española que practica la desobediencia civil y la acción directa no violenta como medio de intervención política. La iniciativa Siete días de lucha social - Rompamos el silencio empieza a ser organizada por colectivos de izquierda alternativa desde el año 1997.
La iniciativa se inspira en principios del movimiento autónomo que comparte algunas ideas con el marxismo y con el anarquismo. Las protestas civiles de Rompamos el silencio abarcan campos como los de la reivindicación de la cultura libre, el antimilitarismo, derechos para migrantes y minorías, así como el combate a la globalización, la xenofobia y el machismo.